# Holakracja
Holakracja – system zarządzania organizacjami opracowany przez HolacracyOne, w którym uprawnienia do podejmowania decyzji są rozproszone wewnątrz organizacji poprzez holarchię samoorganizujących się zespołów, w odróżnieniu od tradycyjnego zarządzania przez hierarchię.
Holakracja jest stosowana w organizacjach komercyjnych i niekomercyjnych w Australii, Francji, Niemczech, Nowej Zelandii, Szwajcarii, Wielkiej Brytanii, Stanach Zjednoczonych i Polsce.